# NGC 6027
NGC 6027 är en lentikulär galax på ungefär 190 miljoner ljusårs avstånd i stjärnbilden Ormen. Den är huvudgalaxen i Seyferts sextett och upptäcktes i juni 1882 av Édouard Stephan.